# Sogesid
La Sogesid (Società di Gestione di Impianti Idrici) è una società di ingegneria e assistenza tecnica specialistica interamente partecipata dallo Stato Italiano.

## Storia
Costituita nel 1994 come concessionaria per la gestione dei più importanti impianti di depurazione in Campania per favorire il processo di industrializzazione nel settore delle risorse idriche, ha successivamente ampliato la propria missione rivolgendosi ai principali nodi ambientali del Paese: la tutela della risorsa acqua, la bonifica e la messa in sicurezza dei siti contaminati, il contrasto al dissesto idrogeologico, la gestione del ciclo integrato dei rifiuti. Il Presidente e Amministratore delegato è Enrico Biscaglia. Svolge in circa 200 commesse dislocate in varie parti d'Italia attività di progettazione e direzione lavori, il ruolo di Stazione appaltante e di Soggetto attuatore degli interventi. Fornisce assistenza tecnica specialistica alle direzioni generali del Ministero dell'Ambiente e della Tutela del Territorio e del Mare.
Originariamente la Sogesid è stata costituita con decreto del Ministero del Tesoro, di concerto con il Ministero del Bilancio e della Programmazione Economica, mentre con la Finanziaria 2007 (Prodi) si sceglie di procedere con la trasformazione della Sogesid in società in house "strumentale alle esigenze e finalità" del Ministero dell’Ambiente. Successivamente, anche la Commissione Europea ha riconosciuto la Sogesid quale organismo in house providing del Ministero dell'Ambiente. A partire dal 2018 Sogesid è in house providing anche del Ministero delle Infrastrutture e Trasporti (MIT).
In data gennaio 2017, la Sogesid risulta partecipata al 100% dal Ministero dell'Economia e delle Finanze, che ha diritto a designare 1 consigliere su 3 totali.